# Einkaufszentrum Balexert
Das Einkaufszentrum Balexert (Centre Commercial Balexert) ist ein Einkaufszentrum in Vernier im Kanton Genf. Es befindet sich knapp ausserhalb der Stadtgrenze von Genf, zwischen den zwei Ausfallstrassen in Richtung Meyrin und zum Flughafen Genf. Das im Jahr 1971 eröffnete EKZ Balexert zählt 110 Läden auf einer Gesamtfläche von 55'000 m². Somit gehört es zu den fünf grössten Einkaufszentren der Schweiz; in der Romandie ist es das grösste. In den Komplex integriert ist ein Multiplex-Kino.

## Geschichte
1957 begannen die Genossenschaft Migros Genf und das Kaufhaus Au Grand Passage (später in der Jelmoli-Gruppe aufgegangen), die Parzellen im Dreieck zwischen der Avenue Louis-Casaï, der Avenue du Pailly und der Route de Meyrin aufzukaufen. 1958 wurde das Château abgerissen.
Beide Unternehmen führten eine Machbarkeitsstudie durch, um auf dem Gelände ein Einkaufszentrum nach amerikanischem Vorbild zu errichten. 1971 erfolgte die Eröffnung der ersten Ausbaustufe. Auf einer Fläche von 27'000 m² gab es 40 Läden, hinzu kam eine zweistöckige Tiefgarage. 1999 nahm Pathé unmittelbar neben dem Balexert ein Multiplex-Kino mit 13 Sälen in Betrieb; mit einer Gesamtkapazität von 2300 Plätzen war es damals die grösste Anlage dieser Art in der Schweiz.
Der bevorstehende Bau einer neuen Strassenbahnlinie nach Meyrin veranlasste die Migros dazu, 2001 mit der Planung der zweiten Ausbaustufe zu beginnen. Die Grüne Partei übte trotz des direkten Strassenbahn-Anschlusses Kritik am Projekt und ergriff im Februar 2007 das Referendum. Es gelang ihr jedoch nicht, innerhalb der Frist die benötigte Anzahl Unterschriften zu sammeln. Im Januar 2008 erteilte die Genfer Kantonsregierung die Baubewilligung, zwei Monate später begannen die Bauarbeiten. Die Erweiterung des Einkaufszentrums wurde im Oktober 2010 eröffnet.
Seit 2016 werden die digitalen Werbeflächen im Balexert durch Neo Advertising vermarktet und seit 2021 auch die klassischen Plakatflächen.